# Лейк-В'ю (Техас)
Лейк-В'ю (англ. Lake View) — переписна місцевість (CDP) в США, в окрузі Вал-Верде штату Техас. Населення — 197 осіб (2020).

## Географія
Лейк-В'ю розташований за координатами 29°27′33″ пн. ш. 100°57′12″ зх. д. / 29.45917° пн. ш. 100.95333° зх. д. (29.459080, -100.953361).  За даними Бюро перепису населення США в 2010 році переписна місцевість мала площу 1,32 км², уся площа — суходіл.

## Демографія
Згідно з переписом 2010 року, у переписній місцевості мешкало 199 осіб у 86 домогосподарствах у складі 59 родин. Густота населення становила 151 особа/км².  Було 143 помешкання (109/км²).
Расовий склад населення:
| - 87,9 % — білих - 1,0 % — корінних американців - 9,5 % — осіб інших рас |

До двох чи більше рас належало 1,5 %. Частка іспаномовних становила 38,7 % від усіх жителів.
За віковим діапазоном населення розподілялося таким чином: 22,1 % — особи молодші 18 років, 56,3 % — особи у віці 18—64 років, 21,6 % — особи у віці 65 років та старші. Медіана віку мешканця становила 50,5 року. На 100 осіб жіночої статі у переписній місцевості припадало 114,0 чоловіків;  на 100 жінок у віці від 18 років та старших — 109,5 чоловіків також старших 18 років.
Цивільне працевлаштоване населення становило 82 особи. Основні галузі зайнятості: науковці, спеціалісти, менеджери — 59,8 %, сільське господарство, лісництво, риболовля — 17,1 %, публічна адміністрація — 13,4 %, освіта, охорона здоров'я та соціальна допомога — 9,8 %.